# Gornja Dubrava
Gornja Dubrava (Övre Dubrava) är en stadsdel i Zagreb i Kroatien. Gornja Dubrava är sedan år 1999 en av två administrativa enheter som utgör det historiska området Dubrava. Stadsdelen har 62 221 invånare (2011) och en yta på 40,27 km2. 

## Geografi
Gornja Dubrava ligger i nordöstra Zagreb. Stadsdelen sträcker sig i nord-sydlig riktning och terrängen är varierad. I norr tar Medvednicas sluttningar vid och stadsdelens absolut nordligaste del ingår i naturparken Medvednica. De södra delarna är låglänta och där bor mer än 75% av stadsdelens befolkning. Gornja Dubravas viktigaste trafikleder går i åarnas Trnavas, Čučerska Rekas och Branovecs dalgångar. Gornja Dubrava gränsar till Sesvete i öster, Donja Dubrava i söder, Maksimir och Podsljeme i väster.

## Lista över lokalnämnder
I Gornja Dubrava finns 16 lokalnämnder (mjesni odbori) som var och en styr över ett mindre område;
- Branovec-Jalševec
- Čučerje
- Dankovec
- Dubec
- Dubrava-središte
- Gornja Dubrava
- Granešina
- Granešinski Novaki
- Klaka
- Miroševec
- Novoselec
- Oporovec
- Poljanice
- Studentski grad
- Trnovčica
- Zeleni brijeg

### Fotnoter
1. ↑  ”Census of Population, Households and Dwellings 2011, First Results by Settlements” (på engelska och kroatiska) ( PDF). Kroatiska statistiska centralbyrån. Arkiverad från originalet den 19 augusti 2014. https://web.archive.org/web/20140819030849/http://www.dzs.hr/Hrv_Eng/publication/2011/SI-1441.pdf. Läst 9 april 2013.
2. ↑  Zagreb.hr – Zagrebs officiella webbplats (kroatiska)
3. ↑  Zagreb.hr – Zagrebs officiella webbplats (kroatiska)